# 瑪那
瑪納（mana），又稱虛空的真實力量，此一名詞在於大洋洲諸語系中被普遍的使用，此概念被認為是無意識中的力量，等量地存在於人類、動物甚至是非動物的物體當中。根據人類學的歸納，瑪那此一話語的功能在於解釋：“被視為是構成是意念傳遞的基本要素；同時也是靈魂的組成成份和覺醒鑰匙。”
另外參照博遠出版的《宗教詞典》有這樣的解釋：
現今我們所常看到的“瑪那”一字其實是個人類學語彙，是美拉尼西亞語“Mana”的音譯。通常人類學談瑪那的同時也會一同談到“禁忌”——與瑪那相對。瑪那乃是中太平洋諸島土著宗教的基本概念，由英國人類學家柯德林頓（Robert Henry Codring 1830-1922）所提出。
Mana意指一種無人稱的超自然神秘力量，可通過無實物自然力量或物件（例如：石頭、頭骨、屬、礦物）而起作用。
媒介意念在人或物體之上，能被人獲得遺傳、轉移、消耗或丟失。鬼魂或精靈都被認為具有Mana。
Mana本身不是崇拜對象（就像我們不會崇拜“力量”，而是崇拜擁有力量或能給我們力量的存在），但被認為擁有它的人能借用它的力量使別人得福或者遭禍。
擁有Mana能力的靈體、擁有顯化符號、對應數字、閱讀古老文字的天賦和使命，但Mana的力場非常不穩定、類似幼獸或不懂人類情緒的小精靈、通常很晚才有辦法掌控自己的意念，世俗的善惡對Mana沒有意義，因為Mana通常與生就擁有雙生魂魄。

## 學術研究
羅伯特·亨利·科德林頓在美拉尼西亞廣泛遊歷，發表了幾篇關於其語言和文化的研究報告。他1891年出版的《美拉尼西亞人：人類學和民間傳說研究》一書首次詳細描述了英文中的法力。科德林頓將其定義為「一種完全不同於物理力量的力量，它以各種方式發揮作用，無論善惡，擁有或控制它具有最大的優勢」。